# Марцольф, Ульрих
Ульрих Марцольф (нем. Ulrich Marzolph; 2 мая 1953, Ландау-ин-дер-Пфальц) — немецкий исламовед, культуролог, исследователь нарративов. Хабилитированный доктор (1992). Профессор Гёттингенского университета (2018). Один из авторов третьего издания фундаментальной «Энциклопедии ислама».

## Биография
Ульрих Марцольф родился 2 мая 1953 года в Ландау-ин-дер-Пфальц. Обучался в Кёльнском и Мешхедском университетах исламоведению, иранистике, китаеведению и романистике. В первом из них он в 1982 году защитил диссертацию на PhD с диссертацией на тему «Типология персидской народной сказки» (нем. Typologie des persischen Volksmärchens promoviert), а в 1992 году защитил в Гёттингенском университете хабилитационную диссертацию, удостоенную премии имени Джузеппе Питре. В 1982—1986 году Ульрих занимал должности доцента Кёльнского университета, а с 1986 по 2018 год работал доцентом в Гёттингенском университете. Ныне он занимает в нём должность профессора кафедры исламского мира.
С 1986 по 2015 год был главным редактором гёттингенского проекта Enzyklopädie des Märchens. В 2000—2009 годах был одним из трёх главных редакторов научного журнала Zeitschrift Fabula. Zeitschrift für Erzählforschung heraus.

## Работы
Монографии/главы
- Der weise Narr Buhlūl (нем.). — Wiesbaden: Deutsche Morgenländische Gesellschaft, 1983. — 88 S. — (Abhandlungen für die Kunde des Morgenlandes). — ISBN 35-150-3908-2. — ISBN 978-3-515-03908-6.
- Typologie des persischen Volksmärchens (нем.). — Beirut & Stuttgart: Orientinstitut der Deutschen Morgenländischen Gesellschaft, 1984. — 311 S. — (Beiruter Texte und Studien, Bd. 31). — ISBN 35-150-3702-0. — ISBN 978-3-515-03702-0.
- Arabia Ridens : die humoristische Kurzprosa der frühen adab-Literatur im internationalen Traditionsgeflecht (нем.). — Frankfurt am Main: V. Klostermann, 1992. — Bd. 1+2. — 295+417 S. — (Frankfurter wissenschaftliche Beiträge / Kulturwissenschaftliche Reihe: Kulturwissenschaftliche Reihe, Bd. 21/22). — ISBN 34-650-2550-4. — ISBN 978-3-465-02550-4.
- Dāstānhā-ye širin. Fünfzig persische Volksbüchlein aus der zweiten Hälfte des zwanzigsten Jahrhunderts (нем.). — Stuttgart: Steiner, 1994. — ISBN 3-515-06359-5.
- Narrative Illustration in Persian Lithographed Books (англ.). — Leiden: BRILL, 2001. — 302 p. — (Handbook of Oriental Studies. Section 1 The Near and Middle East, vol. 60). — ISBN 978-9-004-12100-3. — ISBN 90-04-12100-3.
- Ex Oriente Fabula. Beiträge zur narrativen Kultur des islamischen Vorderen Orients (нем.). — Dortmund: Verlag für Orientkunde, 2005. — Bd. 1+2+3. — (Beiträge zur Kulturgeschichte des islamischen Orients). — ISBN 39-366-8736-6. — ISBN 978-3-936-68736-1.
- 101 Middle Eastern Tales and Their Impact on Western Oral Tradition (англ.). — Detroit: Wayne State University Press, 2020. — X, 720 p. — (Series in Fairy-tale Studies). — ISBN 08-143-4774-6. — ISBN 978-0-814-34774-4.
- Ulrich Marzolph and Roxana Zenhari. Mirzā ʿAli-Qoli Khoʾi : The Master Illustrator of Persian Lithographed Books in the Qajar Period (англ.). — Leiden: Koninklijke Brill, 2022. — Vol. 1+2. — (Islamic Manuscripts and Books, vol. 20/2). — ISBN 978-90-04-47134-4. — ISBN 978-90-04-47133-7.

Редакция
- The Arabian Nights Encyclopedia :  [англ.] : in 2 vol. / ed. by Ulrich Marzolph, Richard van Leeuwen, Hassan Wassouf. — Santa Barbara, CA : ABC-CLIO, 2004. — 921 p. — ISBN 1-576-07204-5. — ISBN 978-1-576-07204-2. — OCLC 54806420.
- The Arabian Nights Reader (англ.) / ed. by Ulrich Marzolph. — Detroit: Wayne State University Press, 2006. — 373 p. — (Fairy-tale Studies). — ISBN 08-143-3259-5. — ISBN 978-0-814-33259-7.
- The Arabian Nights in Transnational Perspective (англ.) / ed. by Ulrich Marzolph. — Detroit: Wayne State University Press, 2007. — 362 p. — (Fairy-tale studies). — ISBN 08-143-3287-0. — ISBN 978-0-814-33287-0.
- Oral Literature of Iranian Languages: Kurdish, Pashto, Balochi, Ossetic, Persian and Tajik: Companion (англ.) / ed. by Ulrich Marzolph, Philip Kreyenbroek[англ.]. — London: I.B. Tauris, 2010. — 432 p. — (History of Persian literature, vol. 18). — ISBN 08-577-3265-X. — ISBN 978-0-857-73265-1.
- Narrating (hi)stories in West Africa (англ.) / ed. by Bea Lundt[нем.], Ulrich Marzolph. — Münster: LIT Verlag[нем.], 2015. — 281 p. — (Narrating histories, kultur und geschichte in Afrika / Culture and history in Africa). — ISBN 36-439-0503-3. — ISBN 978-3-643-90503-1.